# 東洋

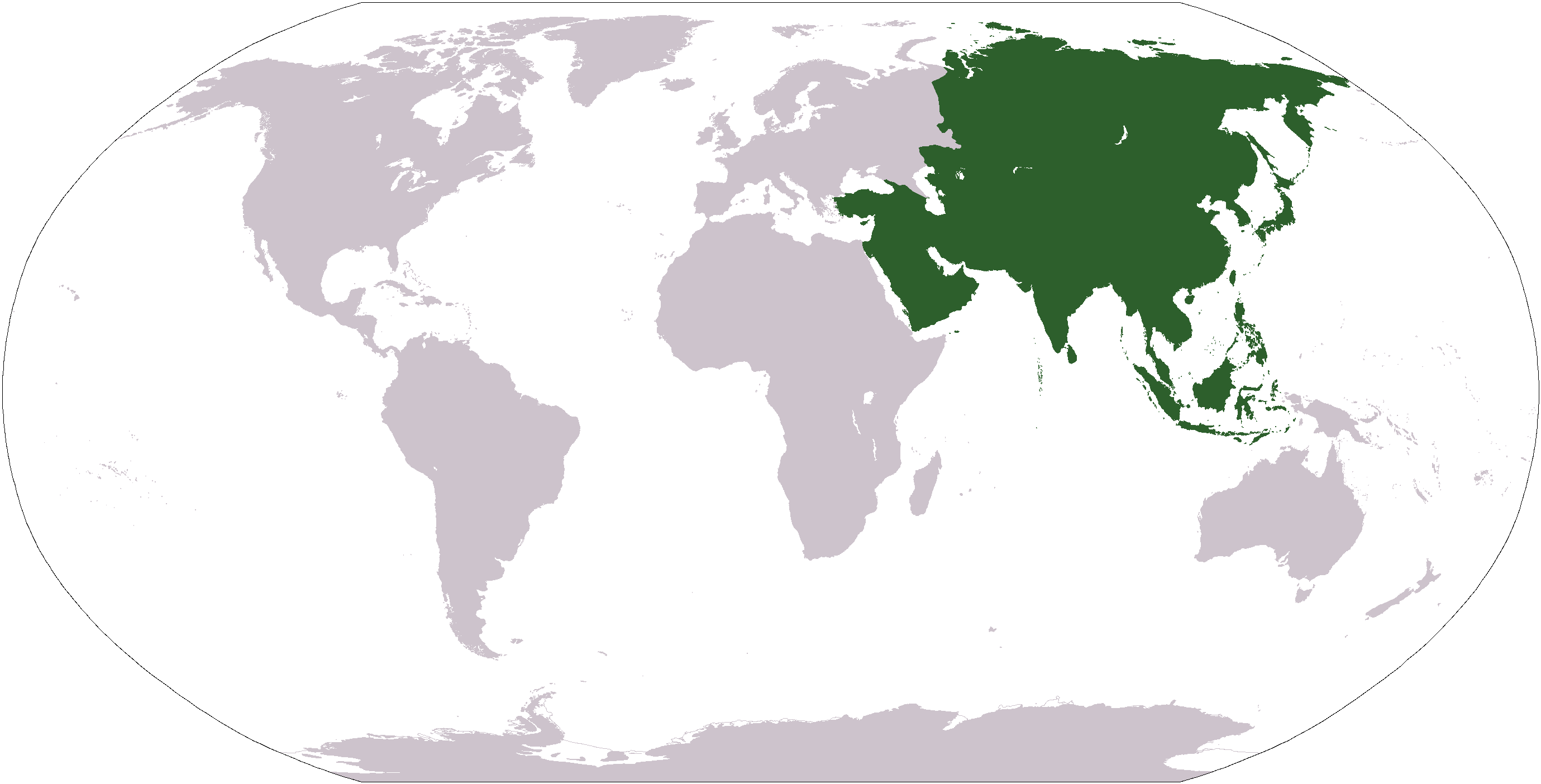
緑色がアジア。広義の東洋。

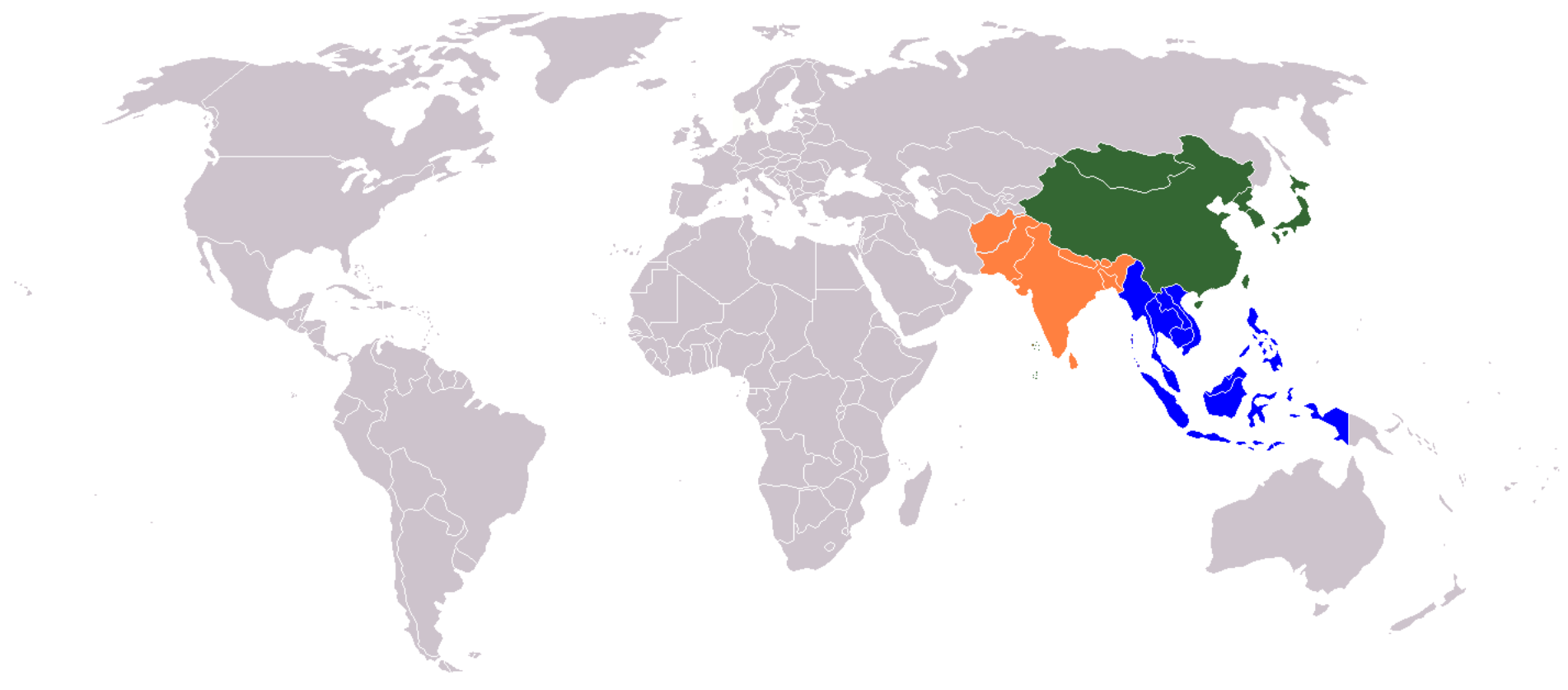
現代的な意味での東洋の範囲の例。

東洋（とうよう、英: the East, Orient）とは、西洋（the West）の対概念であり、指し示す範囲はその文脈や使われる国や地域によって異なる。歴史的にはユーラシア大陸の西端と東端に数千年にわたる二つの文化圏が存在し、現代日本語ではこの文化圏を西洋と東洋という概念で表現する。一方、中国では歴史学の東西比較研究がテーマとなる場合、西洋と東洋という表現の代わりに西方と東方と表現する。 
東洋はトルコから東のアジア全域を指す場合もあれば、イスラム社会である中東を除いた東南アジアから極東を漠然と指す場合もある。これらの概念は近東、中東、極東という言葉にも表れている。狭義では東アジアのみを指す場合もある。
宗教的な見地からは、東洋を仏教・ヒンドゥー教地域と定義し、アブラハムの宗教（キリスト教・イスラム教・ユダヤ教）化した地域と対比させることもある。ここでは、インドネシア（イスラム教国）やフィリピン（キリスト教国）などの位置づけが問題になる。

## 中国における東洋

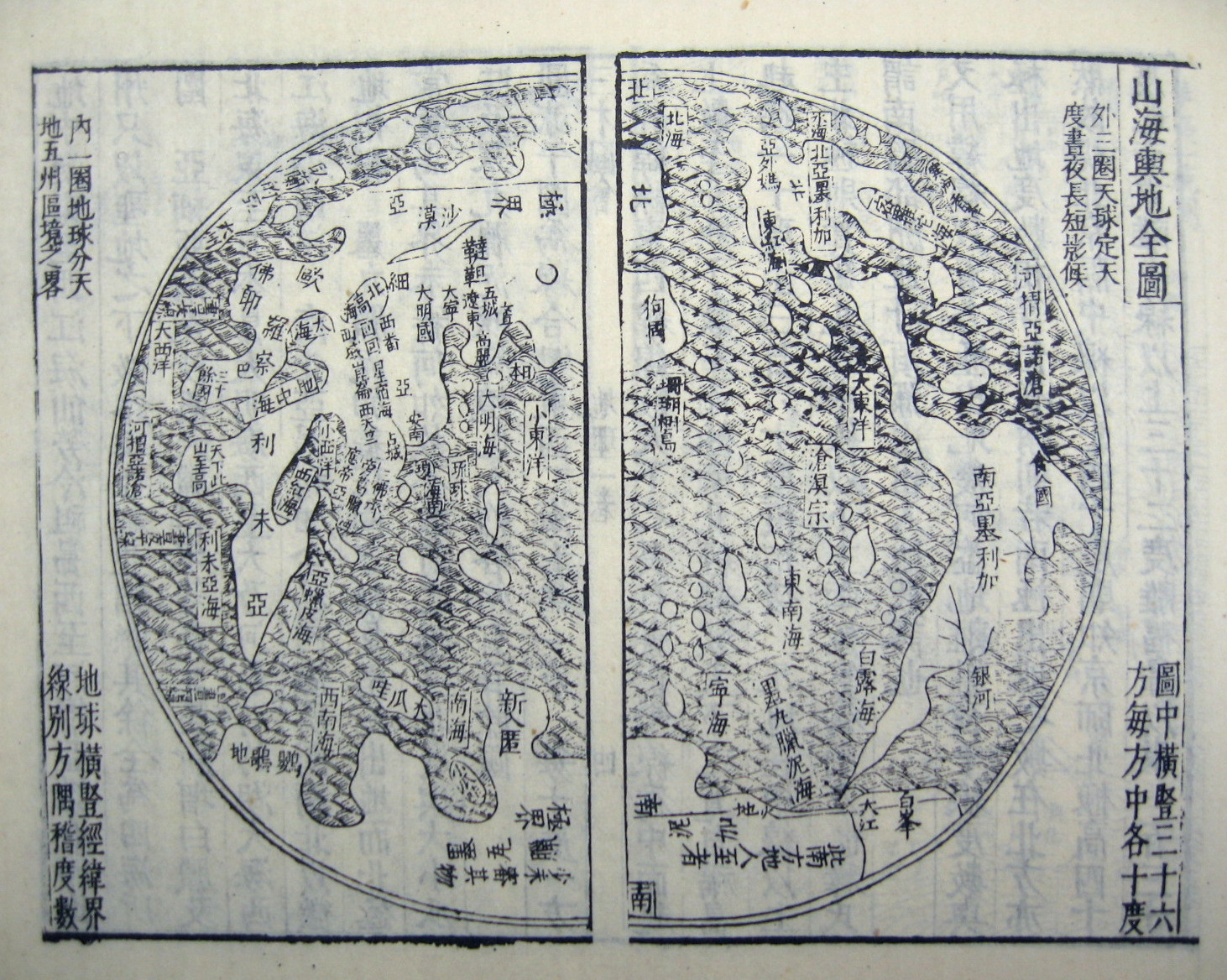
山海輿地全圖（1607年頃）小東洋、小西洋、大東洋、大西洋の記述が見られる。坤輿万国全図は詳しい中国語の地図で、カナがふられている。

17世紀の中国には東洋列国、西洋列国という表現が存在した。しかし、単に東洋と西洋という場合は海域を東西に分けた呼称にすぎない。
坪井九馬三や高桑駒吉の研究によると、東洋や西洋の表現はもともと中国人の考えた四海の一つである南海の航路およびその航路上に存在する諸国を、泉州あるいは広州を通過する南北子午線によって分けたものである。
14世紀半ばの中国の文献にはブルネイ以東を東洋、インドシナ半島からインドへかけてを西洋と記述していた。張燮は1616年の『東西洋考』で「文莱即婆羅國、東洋盡處、西洋所自起也」と記し、婆羅國つまりブルネイ（文莱）で東洋は終わり、そこから西洋が始まるとする。
1602年のイタリア人のイエズス会士マテオ・リッチの世界地図『坤輿万国全図』は世界の地理名称をすべて漢語に翻訳したものであるが、この地図では日本の東北沖とカムチャッカ半島の南沖に「小東洋」という記述があり、カリフォルニア沖に「大東洋」という記述がある。
現代中国では東洋は東アジアを意味する場合もあるが主に日本を指す。

## 日本における東洋

### 江戸時代
マテオ・リッチの世界地図『坤輿万国全図』は17世紀はじめに日本に伝来し、この『坤輿万国全図』を参考に日本国内でも多くの世界地図が作成された。しかし、日本で作成された世界地図では海域を示す東洋・西洋が抜け落ちており、日本では17世紀末まで東洋や西洋のように世界地図の海域に名前を付けるというものの考え方は生まれなかったといわれる。
1698年頃に書かれた渋川春海の『世界図』では北太平洋に小東洋、アメリカ大陸の東の海上に大東洋と記されており、これ以後は東洋や西洋の海域呼称が多くの世界地図で使われ始めた。
幕末になるとパシフィック・オーシャン（Pacific ocean）とアトランチック・オーシャン（Atlantic ocean）という英語表現が幕末に日本に入ってきた。もともと海域を示す言葉だった東洋と西洋だが、大東洋や小東洋という呼称は幕末以降には世界地図の上から消滅した。

### 明治時代
江戸時代には海域の呼称を除いて「東洋」はほとんど用いられなかったのに対し、「西洋」はヨーロッパの地理や文化を紹介する出版物で実体概念として用いられていた。1715年の新井白石の『西洋紀聞』は西洋という言葉を実体概念としてはじめて使った書物とされている。
明治以降、東洋・西洋という対概念は海域ではなく陸域を示す言葉にも転用されるようになり、さらに「東洋」の概念は江戸時代にはあった海域の呼称とは異なる文化的な実体概念としての「西洋」の補完概念として生まれたといわれる。また、明治維新後は脱アジア・欧米化の動き中で、欧州視点のアジア・オリエントの概念が導入され、オリエントの訳に東洋が充てられ、西洋（欧州）の対義語としてアジア全域を示すようになった。
1894年（明治27年）には那珂通世が中等学校の外国史を西洋史と東洋史に分けて教授することを提唱するなど、日本における歴史研究では東洋史・西洋史・国史の三分野に分けるシステムが用いられるようになった。

## オリエントの概念
欧米では東西の世界にそれぞれオリエントとオクシデントの表現を用いることがある。オリエントとオクシデントはヨーロッパで、東洋と西洋は日本で形成され、本来は全く関係ない独立した思考概念であるが、東洋はオリエントに相当する語として捉えられている。
なお、オリエンタリズムは、ヨーロッパが東洋への探究心としての意味もあるが、構造主義を観点に説明すると、当時帝国主義のもと植民地政策をしていたヨーロッパを中心に侮蔑的・差別的な表現としての「東洋」の意味がある。